# Czermin (Basses-Carpates)
Pour les articles homonymes, voir Czermin.
Czermin est une localité polonaise, siège de la gmina de Czermin, située dans le powiat de Mielec en voïvodie des Basses-Carpates.